# Gessie villastad
Gessie villastad est une localité suédoise située dans la commune de Vellinge en Scanie.
Sa population était de 557 habitants en 2019.